# Штормовое предупреждение (фильм, 1981)
«Штормовое предупреждение» — художественный фильм по очерку Аркадия Ваксберга «Смерч».

## Краткое содержание
На Всесоюзном туристическом маршруте — широко известной «тридцатке» — очередная группа туристов. После небольшого вступления, где в зарисовках на базе кинозритель узнаёт немного о каждом из персонажей, начинается основное действие — поход группы в горы. Уже в завязке проявляются далеко не всегда положительные качества каждого из персонажей и подготавливается базис дальнейшей трагедии. Внезапное изменение погоды после прохождения перевала разбивает группу на несколько частей, каждая из которых выживает «как может». Часть туристов оказывается отрезана и от базы сзади (перевалом) и от базы впереди (разлившейся рекой). Фильм обнажает отрицательные качества практически у каждого персонажа — лень, склонность к панике, неготовность к командной работе. Кроме того, фильм показывает халатность и лень администрации, а также растерянность неопытных инструкторов.
Только решительность местного зоотехника, организовавшего спасение, помогает большей части туристов добраться до безопасного «балагана» — коша. Но два туриста успевают погибнуть. Фильм заканчивается сценой прощания зоотехника с улетающими на вертолёте туристами.

## В ролях
| Актёр               | Роль                                                |
| ------------------- | --------------------------------------------------- |
| Алексей Жарков      | Валентин Фёдорович Николаев зоотехник               |
| Наталья Егорова     | Вера Васильевна                                     |
| Александр Захаров   | Кирилл Викентьев                                    |
| Александр Коваленко | Андрей Линьков                                      |
| Наталья Гущина      | Марина                                              |
| Валентина Талызина  | Людмила руководитель группы                         |
| Галина Макарова     | Анна Макарьевна                                     |
| Виктор Павлов       | Александр Петрович директор турбазы                 |
| Юрий Соловьёв       | Анатолий Ефремович Баширов староста группы туристов |
| Картлос Марадишвили | Гоги, Георгий                                       |
| Михаил Бобров       | Иван Иванович Горин                                 |
| Валерий Захарьев    | Демьян                                              |
| Олег Ефремов        | Володя инструктор                                   |
| Андрей Данилов      | Саша Макеев                                         |
| Вячеслав Васильев   | Вячеслав                                            |
| Андрей Краско       | турист                                              |

## Съёмочная группа
- Авторы сценария: Аркадий Ваксберг, Альбина Шульгина
- Режиссёр: Вадим Михайлов
- Операторы: Валентин Комаров, Анатолий Лапшов
- Художник: Юрий Пугач
- Композитор: Александр Журбин
- Звукорежиссёр: Ирина Черняховская

## Исходная история
Сюжет фильма базируется на реальной истории 1975 года. В отличие от «отредактированной» и «осветленной» сюжетной линии фильма, реальная трагедия привела к большему количеству жертв, и сопровождалась более отвратительными проявлениями человеческой натуры — массовое мародерство, оставление в опасности, нежелание оказывать помощь более слабым участникам похода. Основной причиной считается неопытность молодых инструкторов и несхоженность группы в условиях внезапной непогоды. Одновременно с аварийной группой, другая группа, шедшая другим маршрутом выше (более холодно и более ветрено), но более стойкая и с опытным инструктором дошла до убежища без человеческих потерь. История описана в книге И. В. Бормотова «В горах Адыгеи».